# Học viện Công giáo Việt Nam
Học viện Công giáo Việt Nam là một cơ sở giáo dục của Giáo hội Công giáo được thành lập vào năm 2015, đặt dưới sự quản lý của Hội đồng Giám mục Việt Nam, trực tiếp và thường xuyên là chịu sự quản lý của Ủy ban Giáo dục Công giáo. Học viện này có nhiệm vụ đào tạo trình độ trí thức cấp cao cho linh mục, tu sĩ và giáo dân về thần học và các ngành liên quan đến đời sống và sinh hoạt của giáo hội.
Sau khi hoàn tất chương trình của Chu kỳ I, sinh viên được cấp bằng Cử nhân Thần học; khi hoàn tất chương trình Chu kỳ II, sinh viên được cấp bằng Thạc sĩ Thần học và khi học xong chương trình Chu kỳ III, sinh viên được cấp bằng Tiến sĩ Thần học. Tổng cộng 3 chu kỳ là 11 năm. Ngoài chức năng đào tạo cho các giáo phận thuộc Giáo hội Công giáo Việt Nam, khi cần thiết, Học viện có thể phối hợp với các Học viện Công giáo trong khu vực cũng như trong Giáo hội hoàn vũ để đào tạo mở rộng phục vụ công tác nghiên cứu.